# Сельма и Пэтти Бувье
Сельма Бувье Тервиллигер Хатц МакКлюр Стю Симпсон Д’Амико (англ. Selma Bouvier Terwilliger Hutz McClure Stu Simpson D'Amico) и Патриция «Пэтти» Бувье (англ. Patricia «Patty» Bouvier), также известные как Сестры Бувье или Пэтти и Сельма (обе озвучены Джулией Кавнер) — персонажи мультсериала Симпсоны.
Они циничные, постоянно курящие, сёстры Мардж, работающие в Спрингфилдском Департаменте транспорта. Пэтти считается старшей, так как она была рождена на две минуты раньше Сельмы.
Джулия Кавнер однажды призналась, что у неё были трудности с выбором голосов для сестер Мардж, и тогда продюсер мультсериала Джеймс Брукс, предположил, что их голос должен звучать так, как будто он «высасывает радость из всего».

## Отличительные особенности
Близняшки на первый взгляд очень похожи, но есть несколько простых способов их различить. По словам Мардж, Сельма это та, кому нравится фильм «Полицейская академия» и гулять в парке в погожие осенние дни. Их также можно различить визуально по физическим особенностям:
- У Пэтти пышная прическа, в то время как Сельма носит пробор.
- Сельма носит голубое платье без рукавов и голубые туфли, а Пэтти — ярко-малиновое платье с короткими рукавами и ярко-малиновые туфли.
- Пэтти носит оранжевые треугольные серьги и оранжевые круглые бусы, а Сельма — круглые розовые серьги и продолговатые розовые бусы.
- В ранних сериях Сельма носила серьги в форме латинской буквы S.
- Несмотря на то, что цвет волос Сельмы обозначен как «Блондинка», а Пэтти — как «Рыжая», у обеих цвет волос абсолютно серый из-за табачного дыма, так что отличить их по этому признаку невозможно.
- Сельма периодически пытается завести семью, в то время как Пэтти, кажется, нуждается только в обществе сестры, не считает себя одинокой и совершенно равнодушна к мужчинам и детям. Исключение — герой сериала Макгайвер, к которому обе сестры питают нежные чувства, а для Пэтти, кажется, это вообще единственный мужчина, которого она замечает.

## Личности
Согласно эпизоду «Black Widower» у Сельмы отсутствуют чувства вкуса и обоняния из-за несчастного случая с фейерверком в детстве. Обе близняшки склонны к цинизму и к курению. Также они часто недолюбливают Гомера Симпсона. Вместе с тем Сельма несколько более снисходительна к своему непутевому зятю, поскольку желает счастья своей младшей сестре и ради этого переступала через своё отношение к Гомеру.
Пэтти и Сельма не испытывают особых приветствий в разговоре с Гомером, они грубят и открыто демонстрируют своё презрение хотя, Пэтти иногда бывает помягче с ним, нежели Сельма. Было несколько примеров того, что они не слишком волнуются, когда Гомер сталкивается с опасными для жизни ситуациями. Например в эпизоде «Homer's Triple Bypass», в котором Мардж бросает все дела после телефонного звонка из больницы (у Гомера был сердечный приступ на работе), вместо того чтобы утешить Мардж и пойти с ней в больницу, они продолжают сидеть за обеденным столом и вырезать купоны со скидками, как будто ничего не произошло. Позже они пытаются познакомить Мардж со своим другом, несмотря на то, что её муж всё ещё жив. А в эпизоде «Mother Simpson», в которой Гомер разыгрывает свою смерть, они нагло приносят в подарок Мардж надгробный камень с эпитафией «Гомер Симпсон. Мы счастливы, что потеряли тебя». Этот подарок, а также признание, что они копили на него с момента свадьбы Мардж и Гомера, злит Мардж и она выставляет их вон из дома.
Любимая марка сигарет Сельмы — «Ларэми с высоким содержанием смол», а у Пэтти — «Ларэми для дам». Они проживают вместе в одной квартире в апартаментах «Spinster Arms» и работают в Спрингфилдском Департаменте транспорта, в отделе выдачи водительских прав. В некоторых случаях они действовали непрофессионально. Например, они выдали права Отто из-за того, что он, недолго прожив в Семье Симпсонов, приобрёл стойкую антипатию к Гомеру.
Обе сестры обожают сериал «Секретный агент Макгайвер». Когда Сельма вышла замуж за Сайдшоу Боба, он начал ругать Макгайвера, она приняла всю его критику близко к сердцу и разрыдалась. Их обеих возбуждает это шоу, и после просмотра им требуется сигарета, чтобы расслабиться. Любимый актёр Сельмы — Трой МакКлюр, за которым она была недолго замужем.
В 2005 году, в эпизоде «There's Something About Marrying», Пэтти признается, что она лесбиянка, хотя намеки на её сексуальные предпочтения были во многих сериях, например в эпизоде «Bart After Dark» Пэтти показывают выходящей из борделя, хотя в серии «Principal Charming» она поначалу холодна, несмотря на все усилия директора Скиннера, позже она признается, что тоже его любит в ответ на его признание и выглядит очень расстроенной их расставанием. Также она сказала «Это была последняя капля моей гетеросексуальности», когда Гомер пробежал мимо неё голым в эпизоде «Treehouse of Horror III». Ещё её можно было увидеть спрятавшейся в шкафу на гей-параде вместе с Смитерсом, в эпизоде «Jaws Wired Shut».

## Родственные связи
Пэтти и Сельма очень близки. Они работают вместе и живут в одной квартире.
Сельма унаследовала от тёти игуану по имени Джуб-Джуб (имя игуане придумал Конан О’Брайен).

### Линг
Сельме всегда хотелось иметь ребёнка, и в эпизоде «Goo Goo Gai Pan» она удочерила в Китае малышку Линг. В течение времени, проведённого в Китае, Сельма притворялась женой Гомера, так как по китайским законам ребёнка может усыновить только семейная пара. Когда обман раскрылся, Сельме все равно удалось сохранить малышку, потому что китайская чиновница проявила к ней симпатию, так как её саму воспитала мать-одиночка.
В дальнейшем Линг иногда появлялась в сериале, например, её вместе с Мэгги, Одним из Восьмерняшек, Однобровым малышом и ещё каким-то ребёнком можно увидеть в одной из серий.

### Бувье и Симпсоны
В детстве Пэтти и Сельма полностью доминировали над Мардж и высмеивали её мечту стать астронавтом. Однако за эти годы их отношения, кажется, улучшились. Став взрослыми, близнецы Бувье поддерживают дружеские отношения с младшей сестрой и часто навещают её.
Они любят своих племянника и племянниц. Пытаются сблизиться с Лизой, обучая её вере в то, что все мужчины — свиньи, и используют её отца Гомера в качестве яркого тому примера.
Их отношение к Гомеру основывается на взаимной неприязни (хотя Пэтти, кажется, относится к нему лучше, чем Сельма) и влечет за собой непрерывный обмен оскорблениями изо дня в день. Они сравнивают своего родственника с пещерным человеком и полагают, что он способен обменять свою дочь Мэгги на банку пива и порножурнал.
Пэтти и Сельма очень любят своих племянника и племянниц и всегда готовы присмотреть за ними. Однако Лизе, Барту и Мэгги не нравится находиться рядом со своими тётями и они всеми силами стараются избежать этого. Так, например, в неканоническом эпизоде «Treehouse of Horror VI», чтобы не встречаться с сёстрами Бувье, они спрятались в шкафу. Однажды Сельма взяла на прогулку в парк аттракционов «Сады Дафф» Барта и Лизу. В парке Барт сломал несколько аттракционов, а у Лизы, которая выпила «воды» из аттракциона «Прогулка на лодке», начались галлюцинации. После того как Сельма, наконец, вернулась домой с детьми, она спросила у Гомера: «Как тебе удается это?», подразумевая воспитание детей. Потом Сельма сказала, что просто не создана для воспитания, но он её утешил.
Однажды благодаря скучным рассказам Пэтти и Сельмы Гомер пошёл на кухню и изобрёл коктейль «Горючий Гомер».

### Романтические связи
Несмотря на то, что они являются идентичными близнецами, в личной жизни Пэтти и Сельма идут разными дорогами. Согласно Мардж, Пэтти выбрала обет безбрачия, а Сельма очень боится остаться старой девой, и это может объяснить её старания выйти замуж за первого предложившего ей руку и сердце. С каждой неудачной попыткой её стандарты мужа становятся все ниже и ниже, подтверждением этого может служить её комментарий, относящийся к мистеру Бёрнсу: «Одинокий, да? Что ж, он прошёл тест на Сельму».

Пэтти и Вероника

20 февраля 2005 года, в эпизоде «There's Something About Marrying», Пэтти призналась в том, что она лесбиянка, после того, как в Спрингфилде легализовали однополые браки. В начале Мардж было больно от того, что Пэтти скрывала от неё свои наклонности в течение долгих лет (хотя Пэтти это прокомментировала так: «Только слепой бы этого не заметил»). Как бы то ни было, во время свадебной церемонии Пэтти выяснилось, что её партнёрша Вероника оказалась мужчиной, который скрыл свой пол, чтобы победить на соревнованиях по гольфу среди женщин. Намёки на сексуальные пристрастия Пэтти были также во многих более ранних эпизодах.
Позже в эпизоде «Homer Simpson, This is Your Wife», Пэтти ухаживала за профессором Йельского Университета, которую отбила у мужа.

Свадьба Сельмы и Троя МакКлюра

Сельма в настоящее время активно ищет нового мужа (будучи замужем уже 6 раз). Её полное имя уже доросло до Сельма Бувье-Тервиллигер-Хатс-МакКлюр-Стю-Симпсон-Д’Амико, которое досталось ей после развода от Сайдшоу Боба, Лайнела Хатца, Троя Макклюра, Диско Стю, Эйба Симпсона и Жирного Тони. Однажды Сельма отказалась заключить фиктивный брак с Апу, она сказала, что её имя и так достаточно длинное и без Нахасапимапетилон и добавила: «Я решила, что дальше буду выходить замуж по любви… ну может быть один раз из-за денег».
В восемнадцатом сезоне, в серии «Rome-old and Juli-eh» Сельму полюбил Эйб Симпсон, который и стал её пятым мужем к удивлению всей семьи. Попытки Гомера и Пэтти разлучить новобрачных ни к чему не привели, но в итоге Эйб и Сельма всё-таки расстались, потому что у них было много противоречий.
Будучи не в состоянии найти себе мужа, Сельма тем не менее хочет иметь детей. В одном из эпизодов она даже рассматривает возможность искусственного оплодотворения донорской спермой, однако после дня, проведённого с Бартом и Лизой, она понимает, что ещё не готова к воспитанию детей, и решает, что детей ей заменит её игуана Джуб-Джуб. Однако после того, как у Сельмы начался климакс, она говорит, что Джуб-Джуб не будет о ней заботиться, когда она заболеет и она решает усыновить дочку Линг.

## Будущее Пэтти и Сельмы
В серии Future-Drama она сделала пластическую операцию по появлению хвоста.
В 3 серии 27 сезона показывается, что в будущем Пэтти и Сельма умрут, скорее всего, от рака легкого или рака гортани.